# För försvaret av Odessa
Medaljen För försvaret av Odessa instiftades efter en ukas från Högsta Sovjets presidium av den 22 december 1942 . Skaparen av medaljens bild var konstnären N. I. Moskaljov.
Med medaljen "För försvaret av Odessa" belönades alla som hade deltagit i försvaret av Odessa - värnpliktiga inom Röda armén, krigsflottan och NKVD-trupperna, samt civilpersoner som på ett direkt sätt hade deltagit i försvaret av staden. Perioden för försvaret av Odessa anges till mellan 10 augusti och 16 oktober 1941.
Utdelningen av medaljen beslutades av Högsta Sovjets presidium och grundades på dokument som intygade att man faktiskt deltagit i försvaret av Odessa. Dessa dokument utfärdades av befälhavare för de militära enheterna, av chefer för de militära sjukvårdsinrättningarna, av Odessas regions- och stadsråd för arbetardeputerade.
Medaljen "För försvaret av Odessa" bärs på vänster bröst, och om man har blivit dekorerad med andra medaljer så skall den placeras direkt efter medaljen "För försvaret av Moskva".
Fram till 1985 hade omkring 30 000 personer dekorerats med medaljen "För försvaret av Odessa".

## Medaljens beskrivning
Medaljen "För försvaret av Odessa" tillverkas i mässing och har formen av en cirkel som har en diameter på 32 millimeter.
På medaljens framsida ser man, med havsremsan och Vorontsov-fyren i bakgrunden), figurer av en rödarmist och en flottist ur den sovjetiska flottan med nerfällda gevär. Ovanför figurerna finns inskriptionen "CCCP" ("SSSR"). Längs medaljen övre kant står det i en halvcirkel "Za oboronu Odessy" ("För försvaret av Odessa"). I början och i slutet av inskriptionen finns små femuddiga stjärnor. I medaljen nedre del finns en lagerkrans, som omges av ett band vid kvistarnas början med en femuddig stjärna ovanför. Medaljens framsida omges av en utbuktande kant.
På medaljens baksida finns inskriptionen "Za nasju sovetskuju rodinu" ("För vårt sovjetiska fosterland"). Ovanför inskriptionen finns hammaren och skäran avbildad.
Alla inskriptioner och bilder på medaljen är utbuktande.
Medaljen sätts genom ett öra och en ring fast ihop med en femkantig metallbricka som är omgiven av ett olivfärgat moiré-silkesband med en 2 millimeter bred blå längsgående remsa i mitten. Bandets bredd är 24 millimeter.